# 白唇树蜥
白唇树蜥（学名：Calotes mystaceus）为鬣蜥科树蜥属的爬行动物，俗名箭鬃马。分布于缅甸、泰国、越南以及中国大陆的云南等地，一般栖息于山区林缘、耕作地四周。其生存的海拔范围为820至1100米。该物种的模式产地在缅甸。

## 保护
本种于2023年被收录入《有重要生态、科学、社会价值的陆生野生动物名录》。